# Куровский, Виталий Валентинович
Виталий Валентинович Куровский (укр. Віталій Валентинович Куровський; род. 24 декабря 1966, Киев, УССР) — украинский поэт-песенник
Постоянные соавторы: Руслан Квинта, Олег Макаревич, («Белый танец» — София Ротару, «Отпусти меня» и «Ты далеко» Таисия Повалий и Николай Басков, Оксана Билозир «Горобина ніч».).

## Творчество
Сотрудничество: София Ротару: около 30 песен: «Прости», «Одна калина», «Осенние цветы», «Вишневый сад», «Белый Танец», «Туман» и др…, Ирина Билык: 6 песен («Любовь. Яд», «Малыш», «Девочка», «Лето», «Рассвет», «Большая мама»), Николай Басков, Филипп Киркоров, Мика Ньютон: около 15 песен («Белые лошади», «Выше, чем любовь», «В плену», «Теплая река» и т. д.), Ассия Ахат, Наталия Могилевская, Ани Лорак, Наталья Валевская, Андрей Данилко, Александр Малинин, Таисия Повалий, около сотни артистов.
Песня Виталия Куровского и Руслана Квинты «Пьяное солнце» в исполнении Никиты Алексеева в конце 2015 возглавила чарт российского iTunes и продержалась на вершине 6 недель..
.
Автор песни с Русланом Квинта «Раненый зверь» для молодого артиста Kain Rivers совместно с аранжировщиками Сергем Ермолаевым (Ранов) и Андрем Игнатченко (Iksiy) — авторы хита «Плакала» украинской группы «KAZKA».
Писал тексты для рекламы, для фильмов: «Жизнь врасплох», сериал «Кадетство», сериал «Я лечу».

## Биография
Родился 24 декабря 1966 года, с детства был увлечен футболом.

«Любовь к футболу всегда боролась с любовью к женщине, потом женщина победила, а потом появилась работа, которую, как ни странно, тоже можно любить, теперь иногда думаю, а не зря ли я так с… футболом ?»— 
Был хорошим футболистом, но стал профессиональным поэтом, закончил Национальный университет физического воспитания и спорта Украины, по специальности футбольный тренер.
Виталий Куровский работает с певцами: Николаем Басковым, Александром Малинин, Ириной Билык (Любовь-яд…), Асией Ахат (Мата-Хари, Душа болела…) Галлиной, Алиной Гросу, Натальей Бучинской, Натальей Власовой, Виталием Козловским («Мое желание») и др…
Полузащитник сборной Украины по арт-футболу.